# Ulu Tiram
Ulu Tiram (en malayo: Ulu Tiram) es una localidad de Malasia, en el estado de Johor.
Se encuentra a 60 m sobre el nivel del mar. 

## Demografía
Según estimación 2010 contaba con 109205 habitantes.